# Преображеновка (Липецька область)
Преображеновка (рос. Преображеновка) — село у Добровському районі Липецької області Російської Федерації.
Населення становить 298  осіб. Належить до муніципального утворення Преображеновська сільрада.

## Історія
З 13 червня 1934 до 26 вересня 1937 року у складі Воронезької області, у 1937-1954 роках — Рязанської області. Відтак входить до складу Липецької області.
Згідно із законом від 2 липня 2004 року №114-оз органом місцевого самоврядування є Преображеновська сільрада.

## Населення
| 2006 | 2010 | 2012 | 2013 | 2014 | 2015 | 2016 |
| ---- | ---- | ---- | ---- | ---- | ---- | ---- |
| 351  | ↘306 | ↘292 | ↘282 | ↘269 | ↗284 | ↘282 |
| 2017 | 2018 |      |      |      |      |      |
| ↗286 | ↗298 |      |      |      |      |      |